# Liste der Germanisch-Neuheidnischen Feiertage
Im Ásatrú (Germanisches Neuheidentum) gibt es eine Reihe von Feiertagen. Die meisten stammen aus dem alten Germanischen Heidentum, es gibt aber auch spezielle Ásatrú-Gedenktage, an denen man bedeutende Personen aus der nordischen und germanischen Mythologie feiert. Es wurden auch Feiertage aus dem keltischen Jahreskreis bzw. Wicca-Jahreskreis übernommen. Manche Feste wurden auch ähnlichen aus dem Christentum angepasst.

## Kalendersysteme
Das Vorhandensein verschiedener vorchristlicher Kalender und die heutige Traditionsvielfalt germanischer Heiden machen es schwierig, eine vollständige oder allgemeingültige Liste aufzustellen. Die Regelungen bezüglich der begangenen Festtage, die auch als Hátíðir (an. wörtl. Hoch-Zeiten; vgl. ahd. diu hôha gezît und mhd. hochgezîten) bezeichnet werden, sind innerhalb der verschiedenen germanisch-neuheidnischen Gemeinschaften recht verschieden.
Die stärker synkretisch-eklektischen Ásatrú-Gemeinschaften haben den ahistorischen Wicca-Jahreskreis, das sogenannte „achtspeichige Jahresrad“, von der Wicca-Bewegung übernommen und auf ihre Glaubensvorstellungen hin adaptiert bzw. modifiziert. In diesem Jahreskreis gibt es vier große Feste und vier kleinere, wobei die kleineren gelegentlich auch nicht gefeiert werden. Bei dieser Unterteilung des Jahres nach wichtigen Festen handelt es sich um eine moderne Konstruktion.
Im Gegensatz hierzu richten sich die stärker historisch-rekonstruktionischen Firne-Sitte-Anhänger (Forn Siðr) nach dem historischen Lunisolarkalender der Germanen. In diesem Kalendersystem wird im Sommer, zwischen dem siebten und achten Monat, ein Schaltmonat eingefügt, wenn in den zwölf Rauhnächten nach der Wintersonnenwende ein Neumond zu beobachten ist. Die wichtigsten Feiertage sind hier in der Regel Vollmondfeste.
Die ursprünglichen Feste wurden nach einem gebundenen Mondkalender berechnet, der später durch den Julianischen Kalender ersetzt wurde. Diese Monate sind für die Franken bei Einhard dokumentiert und wurden später von Philipp Otto Runge neu benannt. Hinsichtlich der lunisolaren Kalender wurden die Monate bei den antiken Germanen jeweils von Neumond zu Neumond berechnet. Der bei Beda Venerabilis überlieferte angelsächsische Kalender übernahm dieses System noch, während die von Are Thorgilsson überlieferten isländischen Monate (hier exemplarisch für die nordischen) von Vollmond zu Vollmond rechneten.
Die rheinwesergermanischen Franken und elbgermanischen Stämme hingegen übernahmen (aufgrund der engen Nachbarschaft wohl schon vor der Christianisierung) die römischen Monate. Wahrscheinlich wurden dabei die Neumondfeste am Monatsbeginn, die Vollmondfeste in der Monatsmitte fixiert. Im nordischen Kalender war dies entsprechend umgekehrt, da hier der Monat (s. o.) mit dem Vollmond begann.
| Monat | Nordisch          | Angelsächsisch | Altfränkisch → Deutsch   | Römisch       |
| ----- | ----------------- | -------------- | ------------------------ | ------------- |
| 1     | Þorri             | Giuli II       | Wintarmânôth → Hartung   | Januar        |
| 2     | Gói               | Solmonath      | Hornung                  | Februar       |
| 3     | Einmánaðr         | Hredhmonath    | Lenzinmânôth → Lenzing   | März          |
| 4     | Gaukmanaðr        | Eosturmonath   | Ostarmânôth → Ostermond  | April         |
| 5     | Eggtið            | Thrimilchi     | Winnemânôth → Wonnemond  | Mai           |
| 6     | Sólmanaðr         | Litha I        | Brâchmânôth → Brachet    | Juni          |
| 7     | Miðsumar          | Litha II       | Hewimânôth → Heuert      | Juli          |
| 7/8   | Miðsumar II       | Litha III      | Hewimânôth II → Zwiemond | Juli / August |
| 8     | Heyannir          | Veodmonath     | Aranmânôth → Ernting     | August        |
| 9     | Kornskurðarmanaðr | Halegmonath    | Wîtumânôth → Scheiding   | September     |
| 10    | Górmánaðr         | Vintirfyllith  | Wîndumemânôth → Gilbhart | Oktober       |
| 11    | Frermánaðr        | Blosmonath     | Herbistmânôth → Nebelung | November      |
| 12    | Jólmánaðr         | Giuli I        | Heilagmânôth → Wendeling | Dezember      |

## Feiertage

### Klassische Hochgezeiten
Die folgende Tabelle gibt Auskunft über die Hohen Zeiten im Forn Siðr-Jahreskreis. Diese Zeiten betreffen alle Festkalender, die auf den germanischen Lunisolarkalender zurückgehen. Ihnen kommt meistens besondere Bedeutung als Eckpunkte der Jahreszeiten und als Versammlungstermine zu.
| Fest-Namen                                 | Datum                                                            | Inhalt des Festes |
| ------------------------------------------ | ---------------------------------------------------------------- | --- |
| Mittwinter, höku-nótt, Þorrablót, Jólablót | 1. Vollmond nach der Wintersonnenwende                           | Mitte des lunaren Winterzeitraumes. Es wird in der modernen isländischen Folklore mit Thor verbunden. |
| Disting, alte Fasnacht                     | 1. Vollmond, dessen Neumond nach der letzten Rauhnacht erscheint | Zeitpunkt des berühmten Tings in Uppsala. Die Heimskringla erwähnt dies als schwedische Tradition. |
| Ostern, Várblót, Sigrblót, Sumarmál        | Vollmond des 4. Monats                                           | Beginn des Sommers; Das Várblót (Frühlingsfest), erstmals in der „Ynglingasaga“ erwähnt, wird auch als Sigrblót (Siegesfest) bezeichnet, da hier der Sieg über die winterlichen Reifriesen gefeiert wird. Es wird am ersten Sommertag (Vollmond des 4. Lunarmonats) begangen. Im Altertum unterschied man nur die beiden Jahreszeiten Sommer und Winter. Es ist ein klassisches Frühlingsfest, das am ehesten dem in Deutschland und England bekannten Ostern entspricht. |
| altes Mittsommer Sumarblót Miðsumarsblót   | Vollmond des 7. Monats                                           | Das Sumarblót oder Miðsumarsblót (Mittsommer) stellt den sommerlichen Höhepunkt des Jahres, die Mitte des lunaren Sommerzeitraumes, dar. |
| Winternacht Vetrnóttablót Winterfylleth    | Vollmond des 10. Monats                                          | Das Vetrnóttablót (Winternachtsfest) ist das Fest am ersten Wintertag (Vollmond im Oktober). Den Angaben der Hallfreðar Saga zufolge wurden zu diesem Fest auch sportliche Wettkämpfe (Ballspiele) ähnlich wie bei den griechischen Olympien ausgetragen. |
| Mütternacht (Modranecht)                   | Wintersonnenwende                                                | die längste Nacht des Jahres und Ankerdatum für den gebundenen Mondkalender |
| Rauhnächte                                 | die 12 Nächte nach der Mütternacht                               | Losnächte: Beobachtung der Neumondsichel, Entscheidungszeitraum für das Einfügen eines Schaltmonats |

In jüngeren Kalendern weichen viele Termine durch unterschiedliche Jahreszeiten- und Monatsberechnungen ab. So wird zum Beispiel im fränkisch-elbgermanischen Raum die Mütternacht am 24./25. statt am 21./22. Dezember gefeiert, die Winternacht hingegen am 16. Oktober statt am zugehörigen Vollmond.

### Rekonstruktionistische Feste
Der germanische Kalender erfuhr in seiner jahrhundertelangen Entwicklung und weiten geografischer Verbreitung über England (angelsächsischer Kalender), Deutschland (fränkisch-elbgermanischer Kalender) und Skandinavien (nordischer Kalender) einige Umbildungen und Neuschöpfungen, die nicht selten zu auch strukturell völlig neuen Kalendersystemen führten. Feiertage dieser Kalender, wie sie von neuheidnischen und rekonstruktionistischen Gruppen heute Verwendung finden, sind in diesem Abschnitt beschrieben.
Die besonderen Feste des angelsächsischen und nordischen Kalenders sind hier nur beispielhaft, nicht vollständig aufgelistet, auch werden die oben dargestellten Hohen Zeiten nur bei abweichender Datierung erwähnt.

#### Nordische Feste
Da der isländische Kalender mit dem Vollmond begann, fallen diese Feste fast immer auf den 1. des Monats.
| Datum                  | Feiertage            | Bedeutung                                  |
| ---------------------- | -------------------- | ------------------------------------------ |
| 1. Gói (Februar)       | Góiblót              | Frühlingsanbruch                           |
| 1. Sólmanaðr (Juni)    | Gróðurblót           | Hofweihe                                   |
| 1. Górmánaðr (Oktober) | Haustblót / Alfablót | Opfer an die Elfen, meist zum Winterbeginn |

#### Angelsächsische Feste
Die angelsächsischen Feste haben ihre Wurzeln auf dem Kontinent und der keltischen Vorbevölkerung Großbritanniens. Trotz der guten Dokumentation des vorchristlichen Kalenders bei Beda wissen wir über die einzelnen Feste selbst sehr wenig. Die wenigen überlieferten fallen ebenfalls meist auf einen Monatsbeginn. Auch inwiefern die Feste um Oktober und November zusammenhängen, vor allem mit dem oben erwähnten Winterfylleth-Fest, ist unklar.
| Datum                             | Feiertage                      | Bedeutung |
| --------------------------------- | ------------------------------ | --- |
| 1. Veodmonath (August)            | Hlāfmæsse / Hærfest (Freyfaxi) | Eines der „kleineren Feste“. Der Name Hlāfmæsse oder Lammas („Laib-Fest“) bezieht sich auf ein angelsächsisches Fest der Weizenernte. Der Name Freyfaxi wird mit Yngvi-Frey in Verbindung gebracht. |
| 1. Vintirfyllith (Oktober)        | Meinwêken                      | Dieses Totenfest in Nähe zum Michaelistag und der Gemeinen Woche ist für die kontinentalen Sachsen überliefert.                                                                                     |
| 1. oder 14. Blosmonath (November) | Blótmónaþ Fægenung             | Schlacht- und Opferfest |

#### Fränkisch-elbgermanische Feste
Dieser Kalender oder verwandte Systeme werden in Süddeutschland verwendet und zeigen einen entsprechend starken (gallo-)römischen und keltischen Einfluss. Dargestellt sind hier die Feste des Alemannischen Jahreskreises.
Im Gegensatz zu den nordischen und angelsächsischen Festen tauchen diese hier vor allem in der Monatsmitte auf, mit enger Anbindung an römische Daten. Durch die Übernahme des Römisch-Julianischen Kalenders wanderten die Hochgezeiten auf andere Tage des Monats: Mittwinter auf die Perchtennacht (bzw. nach dem Glöcklertag) zum 6.1., Mittsommer auf den 15.6. und Winternacht auf den 16.10. Einzig das Osterfest verblieb durch den Einfluss der Kirche auf dem Vollmond.
| Datum                                           | Feiertage               | Bedeutung                                             |
| ----------------------------------------------- | ----------------------- | ----------------------------------------------------- |
| 6. Hartung (Januar)                             | Hochneujahr             | Ende der Rauhnächte                                   |
| Funkensonntag / Vollmond des Hornung            | Alte Fastnacht          | Alemannischer Frühlingsbeginn                         |
| 17. Lenzing (März)                              | Sommertag               | Fränkischer Sommerbeginn                              |
| Gründonnerstag / Vollmond des Ostermond (April) | Ostern                  | Alemannischer Mittfrühling                            |
| 1.–14. Wonnemond (Mai)                          | Hohe Maien              | Tage zwischen Walpurgis und dem „Alten Maitag“        |
| 4. Donnerstag nach Ostern                       | Flurfest zu Himmelfahrt |                                                       |
| 15.–29. Brachet (Juni)                          | Hagelfeiern             | Alemannischer Sommerbeginn und Fränkischer Mittsommer |
| 13. Heuert (Juli)                               | Kornfest                |                                                       |
| 15. Ernting (August)                            | Kräuterweihe            | Alemannischer Mittsommer                              |
| 24.–29. Ernting (August)                        | Sichelhenke             | und Abschluss der Feldernte                           |
| 22.–29. Scheiding (September)                   | Herbstfest              | Fränkischer Winterbeginn                              |
| 16. Gilbhart (Oktober)                          | Wintertag / Gallus      | Alemannischer Winterbeginn                            |
| 11. Nebelung (November)                         | Blozfest                | Schlacht- und Weihfeste                               |
| 13. Wendeling (Dezember)                        | Luzien                  | Mittwinter                                            |
| 24.–26. Wendeling (Dezember)                    | Weihnachten             |                                                       |

### Feste der GGG und „altheidnische“ Feste
Der Festkalender der Germanischen Glaubens-Gemeinschaft baute (und baut) aufgrund deren synkretistischen Charakters nicht auf dem germanischen Lunisolarkalender auf, sondern übernahm die Feiertage anderer Religionen, versah diese aber mit neuen „germanischen“ Inhalten. Die historische GGG feierte von 1913 bis 1964 im Prinzip die Feiertage des christlichen Kirchenjahres (auch von Adolf Kroll so genannt). Aufgrund des Lichtkultes finden sich hier die von Ludwig Fahrenkrog genannten Hohen Feste alle innerhalb der „hellen“ Jahreshälfte von Winter- bis Sommerwende.
| Kirchenfest (germanisch)     | Völkische Bedeutung                                                                             |
| ---------------------------- | ----------------------------------------------------------------------------------------------- |
| Neujahrsfest                 | Ehrung des Allvater                                                                             |
| Karfreitag                   | Gedenken an die Massenhinrichtung alemannischer und sächsischer Adliger in Cannstatt und Verden |
| Osterfest                    | „Sieg des Lichts uber die Finsternis und Auferstehung der Natur“                                |
| Himmelfahrt (Hamarsheimt)    | Heimholung des Hammers „zum Gedächtnis an die Wiederaufrichtung des germanischen Glaubenstums“  |
| Pfingsten (Hohe Mayen)       | Gottes Anwesenheit in der Natur und „Erwachen des deutschen Geistes“                            |
| Johannis (Sommersonnenwende) | Fest der Fülle                                                                                  |
| Michaelis (Sonnenheimgang)   | Erntefest                                                                                       |
| Totensonntag (Totenfest)     | Erinnerung an Verstorbene                                                                       |
| Weihnachten                  | Wiedergeburt des Lichtes                                                                        |

Ende des 20. Jahrhunderts führte Géza von Neményi für die Neugründung der GGG einen Jahreskreis ein, der im Gegensatz zum am Kirchenjahr orientierten älteren Kalender dem neuheidnischen keltischen Festkalender und dem Wicca-Jahreskreis ähnelt. Dieser Kalender erfreut sich bis heute großer Beliebtheit, da er eine Brücke zu anderen europäischen Neopaganismen ermöglicht, verschiedene germanische Feiertage zusammenfasst und trotz alledem eine einfache Struktur besitzt. Gerade diese Vermischung und Vereinfachung wird aber auch von vielen Traditionalisten kritisiert.
Die Kombination der Hochgezeiten mit dem Sonnenkalender hat zur Folge, dass Ostern, Mittsommer und Mittwinter jeweils auf die dem Fest vorangehende Sonnenwende oder Tagundnachtgleiche gelegt werden. Einzig die Winternacht verbleibt auf dem Vollmond. Insbesondere diese vier Sonnenfeste fanden auch Einzug in andere germanische Kalender.
| Fest                                 | Datierung               |
| ------------------------------------ | ----------------------- |
| Frøblót-Dísablót (Fasnacht)          | Vollmond des 2. Monats  |
| Várblót-Várþing (Ostern)             | Frühlingsgleiche        |
| Sigrblót (Maifest)                   | Vollmond des 5. Monats  |
| Miðsumarblót-Alþing (Mittsommer)     | Sommersonnenwende       |
| Hörmeitiðblót (Leinernte)            | Vollmond des 8. Monats  |
| Haustblót (Herbstfest)               | Herbstgleiche           |
| Vetrnóttablót-Dísablót (Winternacht) | Vollmond des 10. Monats |
| Miðvetrblót-Sonarblót-Jólablót (Jul) | Wintersonnenwende       |

### Gedenktage und Namenstage
Bereits in der Antike übernahmen die Germanen auch die Siebentagewoche von ihren römischen Nachbarn. Das führt dazu, dass jeder Wochentag einem Patron zugeordnet wurde. In der modernen Zeit wurden außerdem viele Gedenk- und Namenstage geschaffen (z. B. für Gottheiten, Dichter, Sagenhelden und Philosophen), die teils für sich stehen, teils aber auch mit bestehenden Hochgezeiten und anderen Jahreskreisfesten verschmelzen. Das betrifft vor allem die Feiertage, die aufgrund der volkstümlichen Vermischung christlicher Heiligenverehrung mit germanischen Kulten dem römisch-katholischen Heiligenkalender entnommen sind. Ob diese Feste schon in frühchristlicher Zeit germanische Feste ähnlichen Inhalts ersetzten (wie etwa der Michaelistag ein germanisches Wodansfest) oder diese Zusammenhänge erst nachträglich konstruiert wurden, ist je nach Fall allerdings fragwürdig und umstritten.
Zum Zweck der vereinfachten Darstellung ist die Tabelle hier mit römischen Monatsnamen.
| Wochentag  | Germanische Gottheit               | Römische Gottheit |
| ---------- | ---------------------------------- | ----------------- |
| Sonntag    | Sol / Sunna                        | Sol               |
| Montag     | Mani                               | Luna              |
| Dienstag   | Tyr / Ziu sowie u. U. Freyr        | Mars              |
| Mittwoch   | Odin / Wodan                       | Merkur            |
| Donnerstag | Thor / Donar sowie u. U. Tyr / Ziu | Jupiter           |
| Freitag    | Frigg                              | Venus             |
| Samstag*   | Balder, Loki, Krodo, Sater         | Saturn            |

* (moderne Weihung; vormals „Waschtag“. Sowohl Krodo, als auch Sater zählen religionswissenschaftlich betrachtet zu den sog. Pseudogöttern)
| Datum                   | Feiertage                                           | Bedeutung |
| ----------------------- | --------------------------------------------------- | --- |
| 2./3. oder 5./6. Januar | Perchtennacht                                       | Fest der Frija-Perchta zum alemannischen Hochneujahr                                                                        |
| 9. Februar              | Gedenken an Eyvindr kinnrifi                        | Gedenken an die Christianisierung von Skandinavien                                                                          |
| 14. Februar             | Fest des Vali                                       | Datum entsprechend dem (volks-)etymologischen Zusammenhang von Váli mit dem Heiligen Valentin                               |
| 17. März                | Fest der Nerthus                                    | Tag der Erdgöttin entsprechend der Heiligen Gertraud                                                                        |
| 21./22. März            | Fest der Ostara                                     | Erscheinen der Ostergöttin zum Frühlingsäquinox                                                                             |
| Freitag vor Ostern      | Blutgericht                                         | Gedenken an die Massenhinrichtung alemannischer und sächsischer Adliger in Cannstatt und Verden entsprechend dem Karfreitag |
| 28. März                | Der Tag des Ragnar Lodbrok                          | Gedenktag durch den Troth                                                                                                   |
| 1. April                | Bismarcks Geburtstag                                | Gedenktag durch Wilhelm Schwaner und die GGG                                                                                |
| 9. April                | Gedenktag an Håkon Jarl                             | Gedenktag durch den Troth                                                                                                   |
| 9. Mai                  | Gedenken an Guðröðr von Guðbrandsdál                | Gedenktag der Christianisierung von Skandinavien                                                                            |
| Donnerstag Mitte Mai    | Fest des Donar                                      | Datum entsprechend dem Feiertag von Christi Himmelfahrt und Petrus, als katholischer Entsprechung Donars                    |
| Ende Mai                | Einherjar Tag                                       | Ásatrú-Gedenktag in den USA.                                                                                                |
| 9. Juni                 | Gedenken an Siegfried den Drachentöter              | Gedenktag durch den Troth                                                                                                   |
| 15. Juni                | Fest des Víðarr zum Veitstag                        | Datum entsprechend dem (volks-)etymologischen Zusammenhang von Víðarr mit dem Heiligen Vitus                                |
| 9. Juli                 | Gedenken an Unnur Ketilsdottir                      | Gedenktag durch den Troth                                                                                                   |
| 13. Juli                | Fest des Grannus                                    | Ursprünglich gallo-römisches Fest des Korngottes                                                                            |
| 9. August               | Gedenken an Radbod den Friesenkönig                 | Gedenktag durch den Troth                                                                                                   |
| 15. August              | Kornmuttertag                                       | Festtag zu Ehren der Korngeister und Korndämonen am Ende der Getreideernte; Datum entsprechend Mariä Himmelfahrt            |
| 29. August              | Goethes Geburtstag                                  | Gedenktag durch Wilhelm Schwaner und die GGG                                                                                |
| 9. September            | Gedenken an Herman den Cherusker                    | Gedenktag durch den Troth                                                                                                   |
| 29. September           | Fest des Wodan                                      | Datum entsprechend dem Feiertag des Michaelis, als katholischer Entsprechung Wodans                                         |
| 16. Oktober             | Baltags Höllenfahrt zum Wintertag                   | Datum entsprechend dem (volks-)etymologischen Zusammenhang von Baltag/Baldur mit dem Heiligen Balderich                     |
| 16. Oktober             | Gallustag                                           | Der Tag des Missionars Gallus und die Gallusmärkte erinnern an die gallo-römischen Wurzeln Süddeutschlands                  |
| Mitte Oktober           | Gedenken an Leif Eriksson                           | Gedenktag durch den Troth                                                                                                   |
| 21. Oktober             | Fest der Artio                                      | Gallorömische Bärengöttin aus den Alpen. Datum entsprechend dem Tag der Heiligen Ursula                                     |
| 28. Oktober             | Gedenken an Erik den Roten                          | Gedenktag durch den Troth                                                                                                   |
| 9. November             | Gedenken an Sigrid die Stolze                       | Gedenktag durch den Troth                                                                                                   |
| 10. November            | Schillers Geburtstag                                | Gedenktag durch Wilhelm Schwaner und die GGG                                                                                |
| 11. November            | Fest des Ziu                                        | Datum entsprechend dem Feiertag des Martini, als katholischer Entsprechung Zius                                             |
| Ende November           | Gedenken an die Toten sowie an Herman den Cherusker | |
| 9. Dezember             | Gedenken an Egill Skallagrímsson                    | Gedenktag durch den Troth                                                                                                   |
| 18. Dezember            | Fest der Epona                                      | Ursprünglich aus dem gallo-römischen Kalender stammendes Fest der Pferdegöttin                                              |
| 26. Dezember            | Geburtstag von Ernst Moritz Arndt                   | Gedenktag durch Wilhelm Schwaner und die GGG                                                                                |